# Тезхараб (Урмія)
Тезхараб (перс. تزخراب) — село в Ірані, входить до складу дехестану Ровзех-Чай у Центральному бахші шахрестану Урмія провінції Західний Азербайджан.